# Breese (Illinois)
Breese város az USA Illinois államában. Lakosainak száma 4641 fő (2020. április 1.).

## Története
Breese-t 1855-ben alapították. A város Sidney Breese-ről, az Egyesült Államok szenátoráról, Abraham Lincoln elnök kortársáról kapta a nevét.
1906. december 24-én hat bányász meghalt és egy megsérült, amikor baleset történt a Breese and Trenton Coal Company tulajdonában lévő és üzemeltetett bányában. A vizsgálat megállapította, hogy egy régi légakna nem megfelelő feltöltése földcsuszamlást okozott, ami az összeomláshoz vezetett.

## Népesség
A település népességének változása:

| 2010 | 4 442 |
| 2020 | 4 641 |